# Wolfgang Flür
Wolfgang Flür (Francoforte sul Meno, 17 luglio 1947) è un musicista tedesco, noto per la sua militanza, dal 1973 al 1987, nel gruppo di musica elettronica tedesco Kraftwerk.

## Biografia
Wolfgang Flür incominciò la sua carriera musicale intorno alla fine degli fine anni '60, come batterista in alcuni gruppi musicali di Düsseldorf, tra cui gli Spirits Of Sound, nel quale militò per breve tempo il chitarrista Michael Rother. Sul finire del 1973 Flür entrò nei Kraftwerk, allora composti solo da Ralf Hütter e Florian Schneider, per suonare le percussioni elettroniche, da lui inventate (drum beat).
Flür abbandonò i Kraftwerk nel 1987 e fondò dopo alcuni anni un progetto intitolato Yamo, con il quale registrò un album intitolato Time Pie nel 1997; nel 2000 pubblicò un libro intitolato Ich war ein Roboter (in italiano: Io ero un robot) in cui racconta della sua militanza nei Kraftwerk. Flür ha contribuito al lancio dei Mouse on Mars, band tedesca da molti considerata come unica erede dei Kraftwerk e dei Dyko, duo elettronico di Francoforte.

## Discografia

### Kraftwerk
- 1974 - Autobahn
- 1975 - Radio-Aktivität
- 1977 - Trans Europa Express
- 1978 - Die Mensch-Maschine
- 1981 - Computerwelt
- 1986 - Electric Café

### Yamo
- 1997 - Time Pie

### EP
- 1997 - Musica Obscura

### Singoli
- 1996 - Guiding Ray
- 1996 - Stereomatic
- 2004 - I Was a Robot

### Da solista
- 2015 - Eloquence
- 2022 - Magazine 1
- 2025 - Times

### Collaborazioni
- 2005 - Yamate Line feat. Maki Nomiya, dall'album Party People
- 2009 - Autobahn feat. Dyko lato B per il singolo In Ordnung
- 2009 - Melancholic Afro feat.Empire State Human dall'album Audio Gothic
- 2009 - Freakin' Out feat. Giorgio Li Calzi dall'album Switched on Bob: A Tribute To Bob Moog
- 2011 - Golden Light feat. Cultural Attaches dall'album Lazy Summer Vol 2 mixato da Chris Coco
- 2014 - Activity Of Sound, Brano Perfecto, Aktynowsc Dzwieku feat. iEuropean dall'album Activity Of Sound

## Opere
- Wolfgang Flür, Io ero un robot, Milano, Shake Edizioni, 2004, ISBN 978-8888865096.